# Stenisis
Stenisis is een geslacht van neteldieren uit de klasse van de Anthozoa (bloemdieren).

## Soort
- Stenisis humilis (Deichmann, 1936)